# Laguna Aracar
La laguna Aracar es un salar ubicado en la parte argentina de la Puna de Atacama. La laguna es también la base de equilibrio de una cuenca endorreica ubicada en la frontera y compartida entre Argentina y la Región de Antofagasta de Chile.
La altitud en la cuenca varía entre 4074 m y 6095 m con un promedio de 4475 m. El perímetro es de 52 km y su área es de 96 km².: 35 